# موليبدوبتيرين

الصيغة العامة لمركب موليبدوبتيرين

مركبات الموليبدوبتيرين هي صنف من العوامل المرافقة توجد في أغلب الإنزيمات الحاوية على عنصر الموليبدنوم. لا يحوي الموليبدوبتيرين كما قد يوحي الاسم، ولكنه يحوي على وحدة بتيرين، والتي ترتبط مع عنصر الموليبدنوم في الإنزيم. من الأمثلة على تلك الإنزيمات كل من أكسيداز الكبريتيت وأكسيداز الزانثين وأكسيداز الألدهيد ومختزلة أميدوكسيم الميتكوندريا.